# Antonios Nikopolidis
Antonios Nikopolidis, řecky Αντώνιος Νικοπολίδης (* 14. leden 1971, Arta) je bývalý řecký fotbalista, brankář.
S řeckou reprezentací získal zlatou medaili na evropském šampionátu roku 2004. Na tomto turnaji byl federací UEFA zařazen do all-stars týmu. Hrál i na Euru 2008. Celkem za národní tým odchytal 90 utkání.
Má jedenáct titulů řeckého mistra, pět s Panathinaikosem Athény (1990, 1991, 1995, 1996, 2004), šest s Olympiacosem Pireus ( 2005, 2006, 2007, 2008, 2009, 2011). Devětkrát nad svou hlavu zdvihl řecký pohár, pětkrát v dresu Panathinaikosu (1991, 1993, 1994, 1995, 2004), čtyřikrát Olympiacosu (2005, 2006, 2008, 2009).
Od 30. září 2015 byl koučem řecké reprezentace do 21 let, skončil v červnu 2019, reprezentaci převzal Giannis Goumas.